# La Roche-Blanche (Alvernia-Rodano-Alpi)
La Roche-Blanche è un comune francese di 3 236 abitanti situato nel dipartimento del Puy-de-Dôme nella regione dell'Alvernia-Rodano-Alpi.

## Società

### Evoluzione demografica
Abitanti censiti